# Neochóri (ort i Grekland, Mellersta Makedonien, Nomós Imathías)
Neochóri är en ort i Grekland.   Den ligger i prefekturen Nomós Imathías och regionen Mellersta Makedonien, i den norra delen av landet, 300 km norr om huvudstaden Aten. Neochóri ligger 4 meter över havet och antalet invånare är 759.
Terrängen runt Neochóri är mycket platt. Runt Neochóri är det ganska tätbefolkat, med 134 invånare per kvadratkilometer. Närmaste större samhälle är Alexándreia, 4,3 km söder om Neochóri. Trakten runt Neochóri består till största delen av jordbruksmark.